# Tamás András

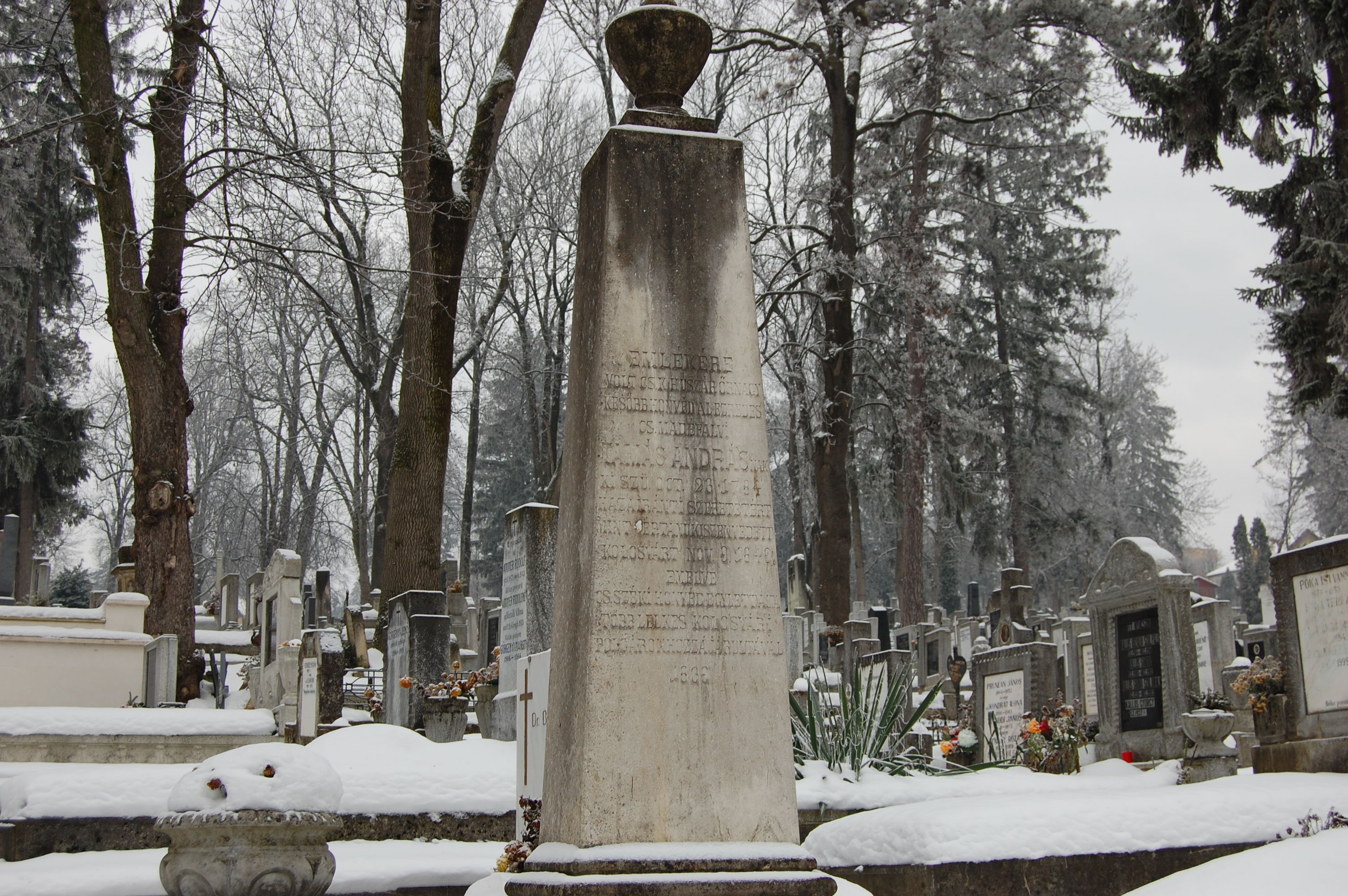
Tamás András síremléke a kolozsvári Házsongárdi temető II. c. parcellájában

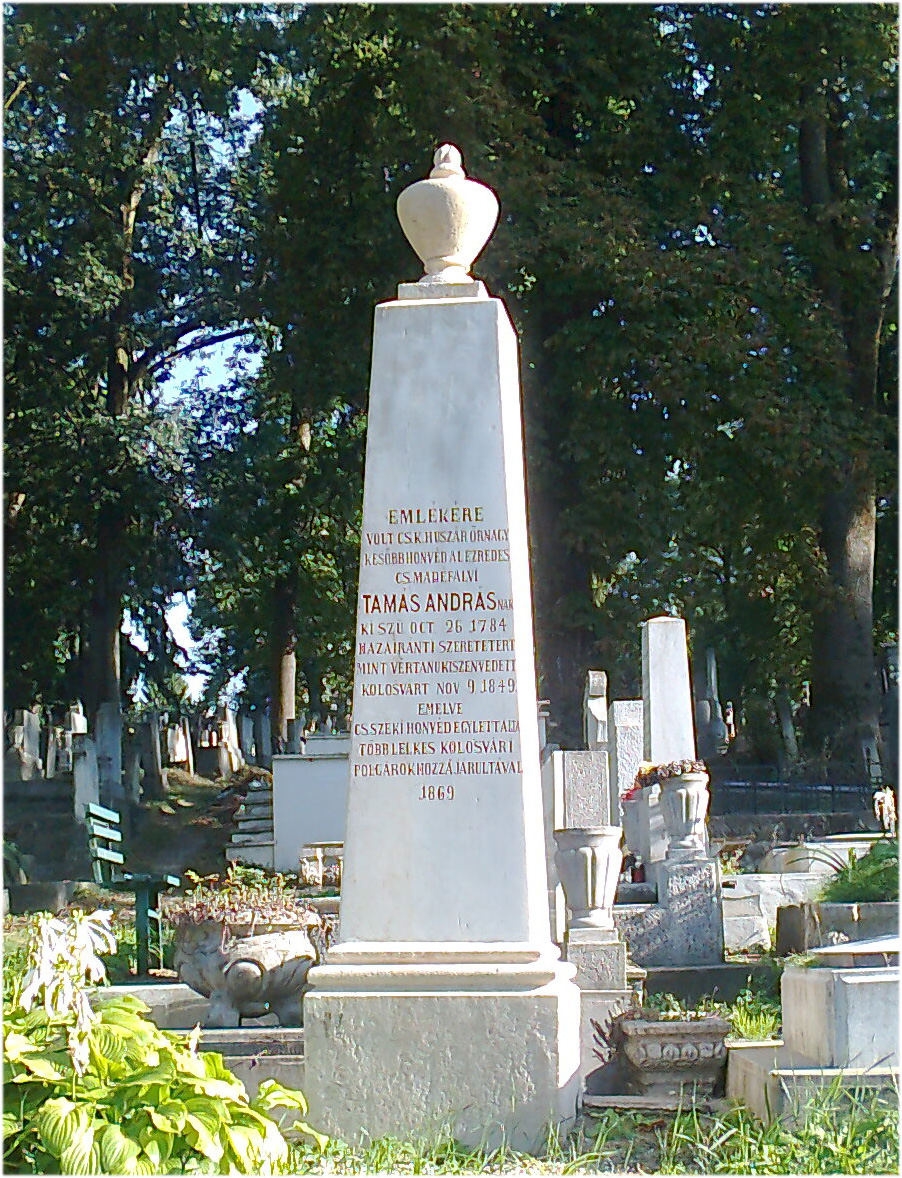
A felújított síremlék 2017-ben

Tamás András (Madéfalva, 1784. október 16. – Kolozsvár, 1849. október 18.) honvéd alezredes, az 1848-49-es forradalom és szabadságharc leverése után kivégzett vértanúk egyike.

## Életrajza
A 11. székely huszárezredben szolgált. Hivatásos katonai pályáról őrnagyként vonult vissza. A forradalom kitörése után Gál Sándor ezredes hívására lépett be a Honvédségbe.  Csíkszereda térparancsnokaként kezdte meg a Nemzetőrség megszervezését. 1849. március 7-én Bem tábornok alezredessé nevezte ki.
A fegyverletétel után Csíkszépvízben elfogták, Kolozsvárra vitték, ahol Urban ezredes kötél általi halálra ítélte, és a Szamosfalva felé vezető út mellett Sándor Lászlóval együtt, 1849. október 18-án kivégeztette. A kivégzés helyén ma is emlékmű van. Később hamvait át akarták vinni a Házsongárdi temetőbe, de végül oda csak egy síremléket emeltek.

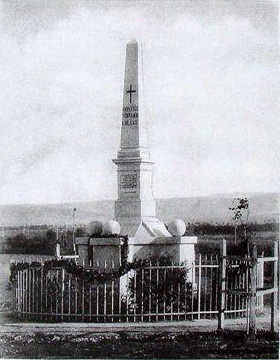
A szamosfalvi emlékmű régi képeslapon. A 2000-es években már csak az alsó része volt meg.

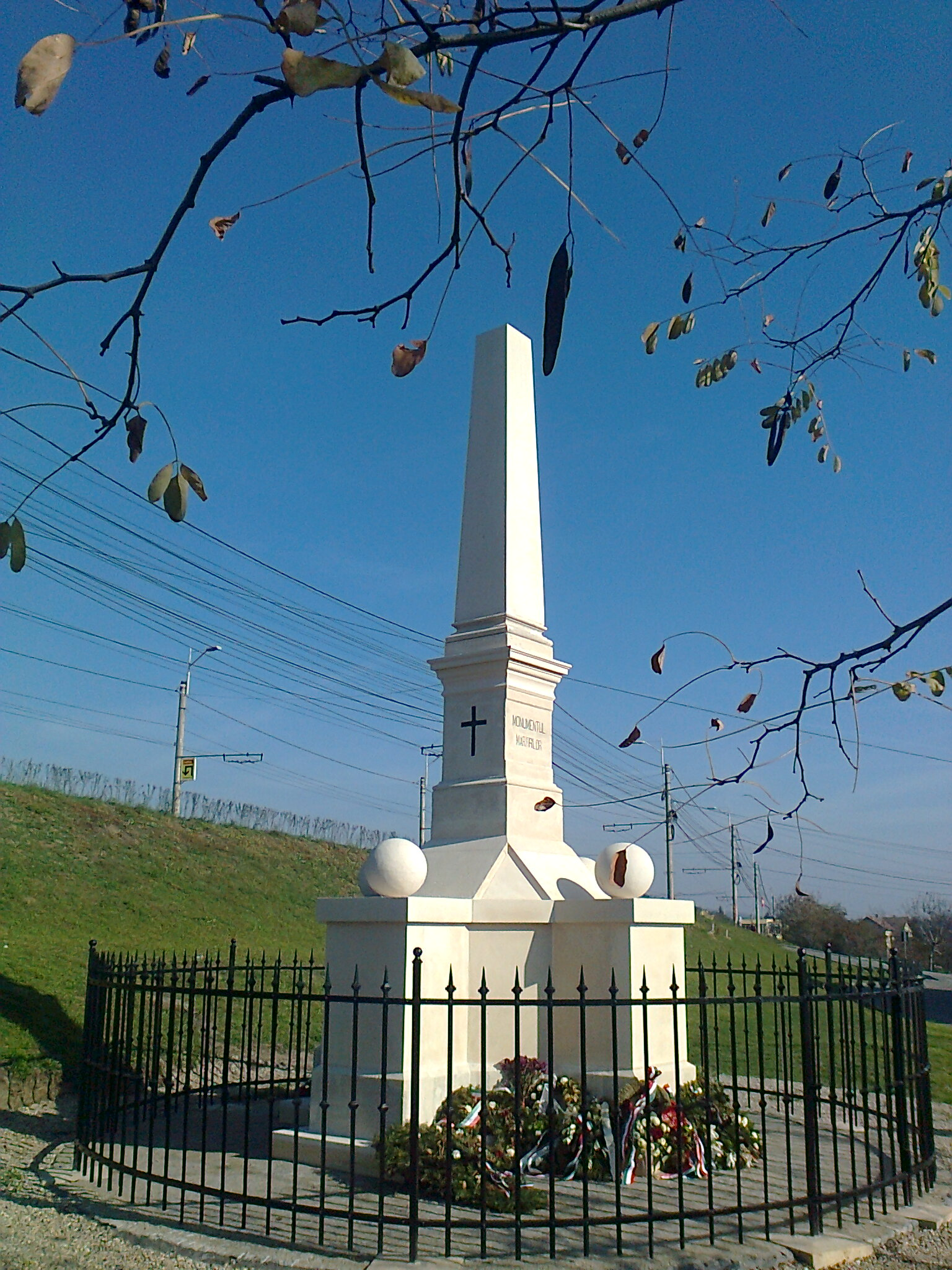
A felújított emlékmű 2013 októberében